# NGC 6845
NGC 6845 (auch bekannt als Klemola 30) ist ein interagierendes System von vier Galaxien im Sternbild Telescopium. Die Gruppe hat gewisse Ähnlichkeiten mit Stephans Quintett. Ihre Entfernung kann auf rund 283 Millionen Lichtjahre von der Milchstraße abgeschätzt werden.
Die Komponenten des Galaxien-Quartetts sind die beiden Spiralgalaxien NGC 6845A und NGC 6845B sowie die beiden linsenförmigen Galaxien NGC 6845C und NGC 6845D. Die vier Galaxien nehmen am Himmel einen Bereich von ca. 4′ × 2′ ein. Die größte Galaxie dieser kompakten Galaxiengruppe ist NGC 6845A, eine Balkenspiralgalaxie beinahe in Edge-on-Lage. In NGC 6845A wurde die Supernova SN 2008da beobachtet. Als Begleiter der Gruppe wurde die Zwerggalaxie ATCA J2001−4659 identifiziert, die etwa 4,4' entfernt und nordöstlich von NGC 6845B zu finden ist.
NGC 6845 wurde am 7. Juli 1834 von John Herschel entdeckt.